# Torbjörn Nilsson (football)
Pour les articles homonymes, voir Torbjörn Nilsson.
Torbjörn Anders Nilsson (né le 9 juillet 1954 à Västerås en Suède) est un joueur de football international suédois qui jouait au poste d'attaquant et qui est aujourd'hui entraîneur.

## Biographie

### Carrière de joueur
Natif de Västerås, Torbjörn Nilsson grandit à Hallstahammar. Lui et sa famille (son père Göte, sa mère Daisy, ses frères Rolf et Bosse et sa sœur Rose-Marie) partent vivre à Partille, près de Göteborg, avant que Torbjörn ne commence à jouer au football au Jonsereds IF à l'âge de 8 ans. Nilsson rejoint ensuite l'IFK Göteborg pendant la saison 1975, et aide le club à remonter en Allsvenskan en remportant la Division 2 en 1976. Il tente ensuite sa chance à l'étranger au PSV Eindhoven, mais sans succès. Il revient alors à l'IFK la saison d'après. Il remporte alors un triplé inédit en Suède en 1982 : le championnat de Suède (IFK gagne l'Allsvenskan et les play-offs), la Coupe et la Coupe de l'UEFA. Sur le plan personnel, il reçoit le Guldbollen la même année.
Torbjörn Nilsson retente sa chance alors à l'étranger en signant en Allemagne à Kaiserslautern, où il passe deux saisons. Il est à un moment sur le point de signer au prestigieux Benfica lorsque son ancien entraîneur à Göteborg, Sven-Göran Eriksson, rejoint le club lusitanien. À la place, Torbjörn Nilsson choisit de rentrer au pays à nouveau à Göteborg.
Torbjörn Nilsson prend sa retraite à la suite d'un problème au genou après trois pleines saisons : il a gagné un autre championnat et est parvenu en demi-finale de la Coupe d'Europe des Clubs Champions en 1986. L'IFK Göteborg est éliminée en demi-finale par le FC Barcelone en ayant gagné 3-0 le match aller. Le club suédois perd le match retour aux tirs au but après avoir encaissé un 3-0. Torbjörn regrettera ensuite de ne pas avoir tiré un des tirs au but alors que deux jeunes joueurs encore inexpérimentés, à savoir Roland Nilsson et Per Edmund Mordt, tentent leur chance et échouent.
Torbjörn Nilsson est également international avec l'équipe de Suède où il joue 28 matchs et inscrit 9 buts. Il refuse ensuite de continuer à jouer avec l'équipe nationale pendant 4 ans à cause d'un conflit avec l'entraîneur de l'époque, Lars « Laban » Arnesson, qui utilisait différentes tactiques et formations qui ne lui plaisaient pas. Il se concentre alors sur sa carrière de club, et fait un retour international en 1984, où il inscrit un but lors d'une victoire 3–1 contre le Portugal lors des qualifications du mondial 1986. 
Il est considéré comme l'un des meilleurs footballeurs suédois de tous les temps, et il est élu au Hall of Fame suédois en 2003.

### Carrière d'entraîneur
Après la fin de sa carrière de joueur, Torbjörn Nilsson devient entraîneur de l'équipe des jeunes du Jonsereds IF, avant de prendre les rênes de l'Örgryte IS. Nilsson part ensuite s'occuper de l'IK Oddevold équipe d'Uddevalla, et emmène le club en Allsvenskan pour la première fois de son histoire en 1995. Il quitte son poste après une saison.
Il part ensuite entraîner le Västra Frölunda IF en 1997. Il reste à Västra Frölunda pendant deux saisons où le club finit 5e et 7e, les deux meilleurs résultats de l'histoire du club à l'époque. Il s'occupe ensuite d'une équipe de Göteborg, le BK Häcken en 2001. Il ne reste qu'une année. Il entraîne par la suite les espoirs suédois, et qualifie l'équipe pour le Championnat d'Europe espoirs 2004, où les Suédois arrivent en demi-finale. Il n'entraîne aucune équipe entre 2004 et 2008, mais fait ensuite son retour en entraînant l'une des meilleures équipes du football féminin suédois, le Kopparbergs/Göteborg FC. En 2011, il est élu meilleur entraîneur du Damallsvenskan lors de la cérémonie annuelle du fotbollsgalan.

## Palmarès joueur

### En club
- Vainqueur de la Coupe de l'UEFA en 1982 avec l'IFK Göteborg
- Champion de Suède en 1982 et en 1984 avec l'IFK Göteborg
- Vainqueur de la Coupe de Suède en 1979 et en 1982 avec l'IFK Göteborg
- Champion de Suède de Division 2 (Nödra) en 1976 avec l'IFK Göteborg
- Demi-finaliste de la Coupe d'Europe des Clubs Champions en 1986 avec l'IFK Göteborg

### EnÉquipe de Suède
- 28 sélections et 9 buts entre 1976 et 1985
- Participation à la Coupe du Monde en 1978 (Premier Tour)

### Distinctions individuelles
- Meilleur buteur de l'Allsvenskan en 1981 (20 buts)
- Meilleur buteur de la Coupe d'Europe des Clubs Champions en 1985 (7 buts)
- Meilleur buteur de la Coupe de l'UEFA en 1982 (8 buts)
- Élu meillleur footballeur suédois de l'année en  1982

## Palmarès entraîneur

### En club
- Vice-champion de Suède en 2011 avec le Göteborg FC

### Distinction individuelle
- Élu meilleur entraîneur de la Damallsvenskan en 2011

## Statistiques
| Club                 | Saison  | Championnat      | Championnat      | Coupe            | Coupe            | Coupe Int.       | Coupe Int.       | Autre            | Autre            | Total            | Total            |
| Club                 | Saison  | Matchs           | Buts             | Matchs           | Buts             | Matchs           | Buts             | Matchs           | Buts             | Matchs           | Buts             |
| -------------------- | ------- | ---------------- | ---------------- | ---------------- | ---------------- | ---------------- | ---------------- | ---------------- | ---------------- | ---------------- | ---------------- |
| Jonsereds IF         | –1970   | Équipe de jeunes | Équipe de jeunes | Équipe de jeunes | Équipe de jeunes | Équipe de jeunes | Équipe de jeunes | Équipe de jeunes | Équipe de jeunes | Équipe de jeunes | Équipe de jeunes |
| Total                | –1970   | Équipe de jeunes | Équipe de jeunes | Équipe de jeunes | Équipe de jeunes | Équipe de jeunes | Équipe de jeunes | Équipe de jeunes | Équipe de jeunes | Équipe de jeunes | Équipe de jeunes |
| Jonsereds IF         | 1971–74 | ?                | ?                | ?                | ?                | 0                | 0                | ?                | ?                | ?                | ?                |
| Total                | 1971–74 | ?                | ?                | ?                | ?                | 0                | 0                | ?                | ?                | ?                | ?                |
| IFK Göteborg         | 1975    | 25               | 14               | 2                | 0                | 0                | 0                | 15               | 11               | 42               | 26               |
| IFK Göteborg         | 1976    | 24               | 20               | 1                | 3                | 0                | 0                | 23               | 25               | 48               | 48               |
| Total                | 1975–76 | 49               | 34               | 3                | 3                | 0                | 0                | 38               | 36               | 90               | 74               |
| PSV Eindhoven        | 1976–77 | ?                | ?                | ?                | ?                | 0                | 0                | ?                | ?                | ?                | ?                |
| Total                | 1976–77 | ?                | ?                | ?                | ?                | 0                | 0                | ?                | ?                | ?                | ?                |
| IFK Göteborg         | 1977    | 6                | 3                | 2                | 1                | 0                | 0                | 4                | 1                | 12               | 5                |
| IFK Göteborg         | 1978    | 25               | 8                | 5                | 7                | 0                | 0                | 15               | 16               | 45               | 31               |
| IFK Göteborg         | 1979    | 25               | 11               | 5                | 6                | 4                | 0                | 15               | 10               | 49               | 27               |
| IFK Göteborg         | 1980    | 25               | 14               | 4                | 1                | 4                | 4                | 18               | 14               | 51               | 33               |
| IFK Göteborg         | 1981    | 26               | 20               | 3                | 4                | 6                | 7                | 19               | 18               | 54               | 49               |
| IFK Göteborg         | 1982    | 7                | 6                | 2                | 3                | 6                | 2                | 14               | 17               | 29               | 28               |
| Total                | 1977–82 | 114              | 62               | 21               | 22               | 20               | 13               | 85               | 76               | 240              | 173              |
| 1. FC Kaiserslautern | 1982–83 | ?                | ?                | ?                | ?                | 8                | 4                | ?                | ?                | ?                | ?                |
| 1. FC Kaiserslautern | 1983–84 | ?                | ?                | ?                | ?                | 2                | 2                | ?                | ?                | ?                | ?                |
| Total                | 1982–84 | 65               | 22               | 12               | 7                | 10               | 6                | ?                | ?                | ≥87              | ≥35              |
| IFK Göteborg         | 1984    | 17               | 14               | 2                | 2                | 4                | 6                | 9                | 6                | 32               | 28               |
| IFK Göteborg         | 1985    | 22               | 8                | 3                | 2                | 6                | 6                | 17               | 11               | 48               | 27               |
| IFK Göteborg         | 1986    | 10               | 9                | 3                | 1                | 4                | 2                | 17               | 15               | 34               | 27               |
| Total                | 1984–86 | 49               | 31               | 8                | 5                | 14               | 14               | 43               | 32               | 114              | 82               |
| IFK Göteborg total   | 1975–86 | 212              | 127              | 32               | 30               | 34               | 27               | 166              | 144              | 444              | 329              |
| Jonsereds IF         | 1988–90 | ?                | ?                | ?                | ?                | 0                | 0                | ?                | ?                | ?                | ?                |
| Jonsereds IF total   | 1971–90 | ?                | ?                | ?                | ?                | 0                | 0                | ?                | ?                | ?                | ?                |
| Total carrière       | 1971–86 | ≥277             | ≥149             | ≥44              | ≥37              | 44               | 33               | ≥166             | ≥144             | ≥531             | ≥364             |